# Microcirculation

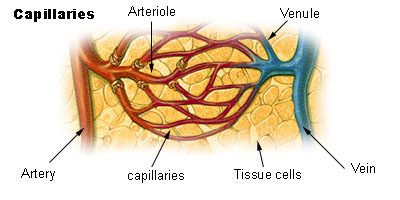
La microcirculation est composée d'artérioles, capillaires et veinules.

La microcirculation, dans le système de circulation sanguine générale, désigne le sous-ensemble du système circulatoire où s'effectuent les échanges gazeux et liquidiens extracellulaires. Elle s'effectue dans un réseau dont les éléments ont des dimensions et diamètres le plus souvent micrométrique à nanométrique (réseaux sanguin et lymphatique).

## Le réseau microcirculatoire
Il est composé de trois types de conduits : 
1. Artériole et métartérioles : les artères se séparent de l'aorte et se divisent progressivement en branches de plus en plus petites se ramifiant en artérioles puis en métartérioles ;
2. Capillaire : les artérioles se ramifient également en un grand nombre de très petits vaisseaux, les capillaires ;
3. Veinule : les capillaires s'unissent pour former des vaisseaux d'un diamètre plus grand, les veinules ;

et de petits vaisseaux lymphatiques.